# Thiago Lacerda
Thiago Ribeiro Lacerda (født 19. januar 1978 i Rio de Janeiro, Brasilien) er en brasiliansk skuespiller.